# Dieter Amann
Dieter Amann (Hohenems, 21 ottobre 1958) è un ex sciatore alpino austriaco.

## Biografia
Discesista puro, Amann in Coppa Europa nella stagione 1979-1980 si aggiudicò la classifica di specialità; non prese parte a rassegne olimpiche né ottenne piazzamenti in Coppa del Mondo o ai Campionati mondiali.

## Palmarès

### Coppa Europa
- Miglior piazzamento in classifica generale: 9º nel 1980[senza fonte]
- Vincitore della classifica di discesa libera nel 1980[1]
- 4 podi:
  -  2 vittorie
  -  1 secondo posto
  -  1 terzo posto[senza fonte]

#### Coppa Europa - vittorie
| Stagione | Località | Paese   | Specialità |
| -------- | -------- | ------- | ---------- |
| 1980     | Haus     | Austria | DH         |
| 1980     | Haus     | Austria | DH         |

Legenda:

DH = discesa libera